# Rasmus Thellufsen
Rasmus Thellufsen Pedersen, född 9 januari 1997 i Sæby, är en dansk fotbollsspelare som spelar för Lyngby BK.

## Karriär
Inför säsongen 2016/2017 flyttades Thellufsen upp i AaB:s A-lag. Thellufsen debuterade i Superligaen den 28 augusti 2016 i en 2–1-vinst över AGF, där han blev inbytt i den 34:e minuten mot Kasper Risgård. Den 29 augusti 2019 lånades Thellufsen ut till Hansa Rostock på ett låneavtal över säsongen 2019/2020.
Den 6 september 2020 värvades Thellufsen av Lyngby BK, där han skrev på ett treårskontrakt.
Den 31 januari 2023 värvades Thellufsen av amerikanska Louisville City på ett ettårskontrakt